# 愛してるよ!先生
『愛してるよ！先生』（あいしてるよせんせい）は、TBS系列の「火曜20時枠」にて1990年7月10日から8月28日まで放送されたテレビドラマ。

## 概要
絵本作家を夢見る小学校の新米教師のまゆが幾多の苦難を乗り越え、教師と児童とのふれあい等を描いたドラマ。
最終回、受け持ちの児童が起こした問題の責任を取って辞意を決意した授業で、児童から慰留されたシーンは名シーンになっている。DVDソフト化は出演者の肖像権の絡みで実現していない。

## キャスト
- 一の瀬まゆ：山瀬まみ
- 武上仁：阿部寛
- 本間美弥：東ちづる
- 金山一彦
- 島崎俊郎
- 和田アキ子
- 片平なぎさ
- 高島忠夫
- 菅田俊
- 大越史歩
- 松岡昌宏
- 加藤福貴

## スタッフ
- 脚本：橋本以蔵
- 演出：中山史郎、佐藤健光
- 音楽：クレヨン社
- 主題歌：クレヨン社「Broken Heart～涙は虹になれ～」
- タイトル画：赤星たみこ
- 協力：東通、緑山スタジオ・シティ、泉放送制作
- プロデューサー：森川真行、伊藤寿浩、片島謙二
- 制作：HORIX・TBS

| TBS系 火曜20時台連続ドラマ枠（1990年7月 - 1990年8月） | TBS系 火曜20時台連続ドラマ枠（1990年7月 - 1990年8月） | TBS系 火曜20時台連続ドラマ枠（1990年7月 - 1990年8月） |
| 前番組                                                | 番組名                                                | 次番組                                                |
| ----------------------------------------------------- | ----------------------------------------------------- | ----------------------------------------------------- |
| トップスチュワーデス物語                              | 愛してるよ!先生                                       | スクールウォーズ2                                     |